# Foreign Agents Registration Act
Lire en ligne

(en) Texte de la loi de 1938

Le Foreign Agents Registration Act (dit FARA) est une loi des États-Unis adoptée en 1938. Elle exige que les agents représentant les intérêts de puissances étrangères à titre « politique ou quasi politique » divulguent leurs relations avec le gouvernement étranger et des informations sur les activités et les finances connexes.
Elle facilite « l'évaluation par le gouvernement et par le peuple américain des déclarations et des activités de ces personnes ». 
Elle est administrée par l'Unité FARA de la Section du contre-espionnage et du contrôle des exportations (CES) de la Division de la sécurité nationale (NSD) du ministère de la Justice des États-Unis.
En 2007 le ministère de la Justice avait enregistré environ 1 700 lobbyistes représentant plus de 100 pays agissant au Congrès, à la Maison Blanche et auprès du gouvernement fédéral.

## Histoire

### Loi de 1938
La loi a d'abord été appliquée par le département d'État, puis par le département de la Justice, à partir de 1942 dans le contexte de la Seconde Guerre mondiale. Cette loi a été utilisée dans 23 affaires pénales durant la Seconde Guerre mondiale.
De son adoption en 1938 à 1966, lorsque la loi a été revue, son application s'est concentrée sur les propagandistes et lobbyistes des puissances étrangères, même s'ils n'agissaient pas « pour ou au nom de » ces puissances. 

### Révision de 1966
En 1966, ce texte a été réduit et modifié pour cibler plus spécifiquement les « agents » travaillant réellement avec des puissances étrangères et qui pourraient viser un avantage économique et/ou politique en influençant la prise de décision de membres de l'État ou du gouvernement.
Des amendements ont changé la portée de la loi. Elle visait plus largement la propagande et a été recentrée sur le seul lobbying politique et a en outre restreint le sens du terme « agent étranger ».
Depuis, une organisation (ou une personne) ne peut plus être placée dans la base de données du FARA sauf si le gouvernement prouve qu'elle agissait sur ordre, ou à la demande, ou sous la direction ou le contrôle d'un étranger ou d'une puissance étrangère. L'État doit aussi prouver que cette entité était engagée dans des activités politiques en faveur des intérêts dudit mandant étranger, y compris en représentant les intérêts de ce mandant étranger devant tout organisme ou fonctionnaire du gouvernement des États-Unis.
La charge de la preuve repose maintenant sur le gouvernement, et demande un travail souvent difficile d'enquête ; faisant que depuis 1966, aucune poursuite pénale n'a pu aboutir dans le cadre du FARA. Cependant un recours civil de type « injonction » a été introduit dans la loi. Il permet au Département de la Justice d'avertir les individus et les entités d'éventuelles violations de la loi, les invitant à volontairement vérifier la conformité de leurs activités avec la loi. Le ministère peut aussi clairement indiquer un viol de la loi quand il en a la preuve. Cela a permis de résoudre plusieurs affaires civiles et administratives depuis lors.

### Révision de 1995
En 1995, l'expression « propagande politique » a disparu de la sous-section 611. 
Ceci s'est fait à la suite d'un arrêt de la Cour suprême de 1987, Meese c. Keene, où un sénateur de l'État de Californie voulait distribuer trois films du Canada sur les pluies acides et la guerre nucléaire, mais ce sénateur estimait que sa réputation risquait d'être compromise s'il distribuait des films officiellement classés comme « propagande politique ». 
Le tribunal s'est appuyé sur une décision antérieure (d'un tribunal de niveau inférieur) en faveur de l'un des distributeurs du film (Block v. Meese).
La loi Lobbying Disclosure Act de 1995 (LDA), 2 USC § 1601, a retiré de la loi certains agents engagés dans des activités de lobbying qui s'enregistrent en vertu de cette loi LDA (qui est administrée par le Congrès).

### Vingt-et-unième siècle
Une recherche en ligne des déclarants au titre de la loi FARA a été ajoutée par le ministère de la Justice des États-Unis (FARA Quick Search).
En 2004, le département de la Justice a reconnu que la base de données de l'Unité d'enregistrement des agents étrangers pour le suivi des lobbyistes étrangers était de mauvaise qualité. En 2007, la base de données en ligne pour le public a été améliorée pour permettre une rechercher des dossiers et rapports.
À la suite d'une augmentation de l'intérêt du public, des inscriptions et des cas importants à la fin des années 2010, le magazine Foreign Affairs a déclaré en 2020 : « Le FARA n'est plus un élément oublié et souvent ignoré des réformes du New Deal. Huit décennies après sa promulgation, le FARA vaut enfin le papier sur lequel il a été écrit. »

## Portée
La loi exige la divulgation périodique de toutes les activités et de toutes les finances par :
- les personnes et les organisations contrôlées par
  - tout gouvernement étranger, ou
  - toute organisation ou personne hors des États-Unis (« mandant étranger »),
- s'ils agissent « sur ordre, à la demande ou sous la direction ou le contrôle » (c'est-à-dire en tant qu'« agents »)
  - de ce mandant principal, ou
  - de personnes « contrôlées ou subventionnées en grande partie » par ce mandant.

À titre d'exemple, les organisations agissant sous un tel contrôle étranger peuvent inclure des agents politiques, conseillers en relations publiques, lobbyistes, agents de publicité, employés de services d'information, consultants politiques, collecteurs de fonds ou des personnes ou organisations représentent une puissance étrangère devant toute agence ou fonctionnaire du gouvernement des États-Unis.
La loi exclut les services d'information ou de presse n'appartenant pas au mandant étranger.
Des exemptions existent aussi pour les organisations engagées dans « des activités religieuses, scolaires, universitaires ou scientifiques ou des beaux-arts », de même pour celles « ne servant principalement aucun intérêt étranger ».
À titre d'exemples parmi les organisations faisant du lobbying au nom de gouvernements étrangers figurent : DMP International, Flynn Intel Group,, DLA Piper, Dickens & Madson Canada, Invest Northern Ireland, Japan National Tourism Organization et Netherlands Board of Tourism and Conventions, Ketchum Inc.

## Exemples d'affaires liées à la loiFARA
Parmi les dizaines de poursuites pénales et d'affaires civiles issues de cette loi (et participant à la jurisprudence) figurent :
- L'affaire États-Unis vs Peace Information center (97 F. Supp. 255, DDC, 1951) où le gouvernement américain affirmait que l'organisation pour la paix dirigée par le militant panafricaniste afro-américain des droits civiquesW.E.B. Du Bois diffusait de la propagande en tant qu'agent de gouvernements étrangers. Le juge a dans ce cas rejeté la cause faute de preuves[10].
- L'affaire États-Unis vs John Joseph Frank (DDC 1959) où l'absence d'enregistrement de J.J. Frank en tant qu'agent de la République dominicaine était aggravée par le fait que le défendeur avait été informé par courrier qu'il devait s'inscrire.
- Affaire États-Unis c. Parc Tong-Sun (DDC 1977) impliquait la Corée du Sud et a été conclu par une négociation de plaidoyer.
- Affaire du Procureur général vs NORAID Comité irlandais d'aide nordique (1981) dans laquelle le gouvernement cherchait à contraindre le comité, déjà enregistré auprès du FARA, à s'enregistrer plus spécifiquement en tant qu'agent de l'Armée républicaine irlandaise (IRA). Le comité, basé à Belfast, en Irlande du Nord, qui a collecté de l'argent auprès de partisans aux États-Unis, a nié toute relation avec l'IRA et a affirmé que des poursuites sélectives étaient fondées sur l'hostilité du procureur général à l'égard de leurs croyances[11]. Tout en n'ayant pas réussi à le faire en 1972, en mai 1981, le ministère américain de la Justice a remporté une action en justice obligeant le comité à s'enregistrer auprès de l'IRA en tant que mandant étranger, mais le comité a été autorisé à inclure un avertissement écrit contre la décision du tribunal[12].
- Affaire du Procureur général vs "The Irish People, Inc". (1986) où le tribunal a conclu que l'Irish Northern Aid Committee, émanation de l'ONG "The Irish People", devait aussi s'enregistrer en vertu de la loi et tout comme l'IRA en tant que mandant étranger[13].
- Affaire des États-Unis vs. McGoff : 831 F.2d 1071 (DC Cir. 1987), qui a raccourci le délai de prescription pour les agents qui refusent de s'inscrire, contrairement au libellé express de l'article 8 (e) de la Loi.
- Affaire " Cuban Five " (1998-2000) où cinq officiers du renseignement cubains ont été reconnus coupables d'avoir agi en tant qu'agents d'un gouvernement étranger sous le FARA, ainsi que de diverses accusations de complot après être entrés aux États-Unis pour espionner le Commandement sud américain et divers cubano-américains. groupes soupçonnés de commettre des actes terroristes à Cuba.
- Affaire États-Unis c.Susan Lindauer et coll. (2004). Un ancien membre du personnel du Congrès américain et journaliste avait, selon le gouvernement américain, violé les sanctions financières de l'Irak d'avant-guerre en acceptant des paiements d'agents de renseignement irakiens. En plus des charges retenues au titre du FARA, Lindauer a été inculpé pour le titre 18, section 2332d (crimes financiers) et jugée en vertu de la loi internationale sur les pouvoirs économiques d'urgence (IEEPA). Pendant et après son incarcération d'un an, elle a été jugée à deux reprises incompétente pour subir son procès. Au tribunal, Lindauer a gagné contre les efforts de l'USDOJ pour la droguer de force avec des médicaments antipsychotiques. L'affaire a été abandonnée en 2009.
- Affaire États-Unis vs Samir A. Vincent (2005), qui incluait une accusation de complot de la part d'un agent non enregistré d'un gouvernement étranger dans le scandale « Pétrole contre nourriture », visant à aider le gouvernement de Saddam Hussein. Samir a été condamné à verser 300 000 $ d'amende et à une peine de probation.
- Affaire Syed Ghulam Nabi Fai, relative à un citoyen américain du Jammu-et-Cachemire (territoire de l'Union), arrêté en 2011 par le Federal Bureau of Investigation pour avoir secrètement fait pression en faveur de l'agence de renseignement pakistanaise Inter-Services. [14] Il a ensuite plaidé coupable d'évasion fiscale et fausses déclarations[15].
- RT (chaîne de télévision) dans sa version "America" s'est officiellement enregistrée (13 novembre 2017) comme agent étranger, et sera tenue de divulguer des informations financières[16].
- Le ministère américain de la Justice a ordonné en 2018 au China Global Television Network, géré par l'État chinois, de s'enregistrer en tant qu'agent étranger[17].
- Les amis d'outre-mer du BJP (OFBJP ; le BJP étant le parti au pouvoir Bharatiya Janata en Inde), après 29 ans d'activité aux États-Unis, ont été officiellement enregistrés comme "agent étranger" le 27 août 2020[18].
- Elliott Broidy est un capital-risqueur et homme d'affaires américain, qui fut (de 2005 à 2008) également président des finances du Comité national républicain, le RNC. Il a notamment été condamné en 2009 dans une affaire de corruption publique et de pots-de-vin à New York[19]. En octobre 2020 il a reconnu avoir agi comme agent étranger non-enregistré, admettant avoir versé 9 millions de dollars pour faire secrètement pression sur l'administration Trump, au nom d'intérêts gouvernementaux malais et chinois[20],[21]. Le 20 janvier 2021, Broidy a cependant été gracié par Donald Trump peu avant que ce dernier ne quitte sa fonction présidentielle[22].

## Législation connexe
Le FARA est l'une des nombreuses lois fédérales visant les personnes appelées agents étrangers.
Il existe des lois fédérales exemptant des agents autrement couverts (par exemple, par la loi sur les relations avec Taiwan et le Pacte de libre association avec les États fédérés de Micronésie et les îles Marshall).
D'autres textes concernent des agents spécifiques ; la législation fédérale fermant le bureau de l'Organisation de libération de la Palestine à Washington, DC, en 1981 et le décret 12947 (1995) qui interdit la collecte de fonds aux États-Unis au nom de certains groupes violents opposés aux processus de paix israélo-palestinien. La loi Antiterrorism and Effective Death Penalty Act of 1996 interdit, entre autres, la collecte de fonds au profit d’organisations étrangères désignées par les États-Unis comme terroristes.

## Allégations d'exécution sélective
Bien que cette loi soit supposée s'appliquer à tout agent étranger, elle a été accusée d'être parfois sélectivement utilisée pour cibler des pays en disgrâce avec une administration. Ceci a été dit par l'« Irish Northern Aid Committee » dans des documents juridiques. Les opérations du Bureau fédéral des enquêtes (FBI) des années 1980 contre le Comité de solidarité avec le peuple salvadorien auraient également été fondées sur l'application sélective du FARA. Durant la même période d'enquête du FBI sur le CISPES, le FBI a ignoré d'éventuelles violations du FARA comme le magazine Soldier of Fortune diffusant une publicité de couverture pour aider l'armée nationale rhodésienne à recruter des combattants.
Dans les années 1950, l'administration du président Eisenhower a exigé à plusieurs reprises que les dirigeants du « Conseil sioniste américain » soient inscrits comme «agents d'un gouvernement étranger». En novembre 1962 le procureur général des États-Unis du ministère de la Justice, le procureur général Robert F. Kennedy ordonné au Conseil sioniste américain de s'enregistrer en tant qu'agent étranger en raison de violations du FARA, alléguant qu'il était financé par l'Agence juive pour Israël et agissant au nom d'Israël. Le ministère de la Justice a ensuite retiré cette demande et le Conseil sioniste américain a été réorganisé en tant que Comité américain des affaires publiques d'Israël (AIPAC). En 1988 le sénateur William Fulbright, qui fut sénateur dans les années 1970 et un ancien haut fonctionnaire de la CIA, Victor Marchetti, ont demandé en vain au ministère de la Justice d'enregistrer cet organisme de lobbying en vertu de la loi.
L'affaire de 2005 États-Unis c. Franklin, Rosen et Weissman contre Larry Franklin, employé du département américain de la Défense, Steven Rosen, directeur de la politique de l'AIPAC, et l'analyste principal iranien de l'AIPAC, Keith Weissman a évoqué la possibilité que l'AIPAC soit soumis à un examen plus minutieux du ministère de la Justice. Franklin a plaidé coupable d'avoir transmis des secrets gouvernementaux à Rosen et Weissman, ainsi qu'à un fonctionnaire du gouvernement israélien, mais les cas contre Rosen et Weissman ont été rejetés et aucune action contre l'AIPAC n'a été menée.

## Proposition de réforme duFARA
En septembre 2016, le Bureau de l'Inspecteur général du département de la Justice des États-Unis a publié un audit de l'application du FARA par la Division de la sécurité nationale. Il proposait de modifier le FARA pour donner au ministère de la Justice le pouvoir de demander des enquêtes civiles pour mieux appliquer la loi, et d'éliminer l'exemption de la Loi sur la divulgation de lobbying.
Des organismes sans but lucratif se sont plaints du fait que les définitions générales du FARA peuvent englober une grande partie des activités sans but lucratif de routine, ce qui les oblige à s'enregistrer potentiellement comme agents étrangers. 

En réponse, il y a eu des propositions visant à modifier la loi pour re définir les mandants étrangers en vertu de la loi, pour qu'il ne s'agisse que des gouvernements ou des partis politiques étrangers ou ceux qui agissent en leur nom. Il a aussi été proposé de modifier la définition générale (actuellement peu claire) de l'agence dans le FARA (pour imiter plutôt la Restatement of the Law of Agency, Troisième définition).
En juillet 2020, sous la présidence Trump, le procureur général William Barr a prévenu les entreprises et les dirigeants américains que le fait de défendre les intérêts du gouvernement chinois (sans se déclarer) pouvait enfreindre les exigences du FARA.

## Chronologie des modifications
Chronologie des amendements à la loi de 1938 sur l'enregistrement des agents étrangers.
| Date de promulgation | Numéro de droit public | Citation du statut des États-Unis | Projet de loi législatif américain | Administration présidentielle américaine |
| -------------------- | ---------------------- | --------------------------------- | ---------------------------------- | ---------------------------------------- |
| 7 août 1939          | PL 76-319              | 53 Stat. 1244                     | H.R. 5988                          | Franklin D. Roosevelt                    |
| 29 avril 1942        | PL 77-532              | 56 Stat. 248                      | S. 2399                            | Franklin D. Roosevelt                    |
| 3 août 1950          | PL 81-642              | 64 Stat. 399                      | H.R. 4386                          | Harry S. Truman                          |
| 4 octobre 1961       | PL 87-366              | 75 Stat. 784                      | H.R. 470                           | John F. Kennedy                          |
| 4 juillet 1966       | PL 89-486              | 80 Stat. 244                      | S. 693                             | Lyndon B. Johnson                        |